# Oxidoreduktáza
Oxidoreduktáza je enzym katalyzující přenos elektronu z jedné molekuly (reduktantu, nebo též dárce elektronu) na druhou (oxidant, nebo též příjemce elektronu).
Oxidoreduktáza katalyzuje například následující schematickou reakci:
A– + B → A + B–
kde A je reduktant a B oxidant.
Principy činnosti oxidačních enzymů objevil švédský biochemik Hugo Theorell (1903–1982). Za tento objev obdržel v roce 1955 Nobelovu cenu.

## Klasifikace
V systematické klasifikaci enzymů tvoří oxidoreduktasy 1. třídu, jejich označení je tudíž dle vzoru (EC 1.x.y.z), kde x značí podtřídu, y podpodtřídu a z konkrétní enzym. Podtřída oxidoreduktas určuje donor elektronů (např. EC 1.1.y.z oxiduje hydroxylovou skupinu (CH2-OH), EC 1.2.y.z karbonylovou skupinu (aldehydy, ketony), EC 1.3.y.z jednoduchou vazbu mezi uhlíky či EC 1.4.y.z aminoskupinu). Podpodtřída je naopak dána akceptorem elektronů (např. EC 1.x.1.z využívají jako elektronový akceptor koenzym NAD+ či NADP+, EC 1.x.2.z přenáší elektrony na cytochrom či EC 1.x.3.z na kyslík).